# Kainu (udde)
Kainu är en udde i Finland. Den ligger i Kalajoki i landskapet Norra Österbotten, i den centrala delen av landet, 500 km norr om huvudstaden Helsingfors.
Terrängen inåt land är mycket platt. Havet är nära Kainu åt nordväst. Runt Kainu är det glesbefolkat, med 13 invånare per kvadratkilometer. Närmaste större samhälle är Kalajoki, 11,4 km öster om Kainu. I omgivningarna runt Kainu växer i huvudsak blandskog.